# Bacino di Nansen

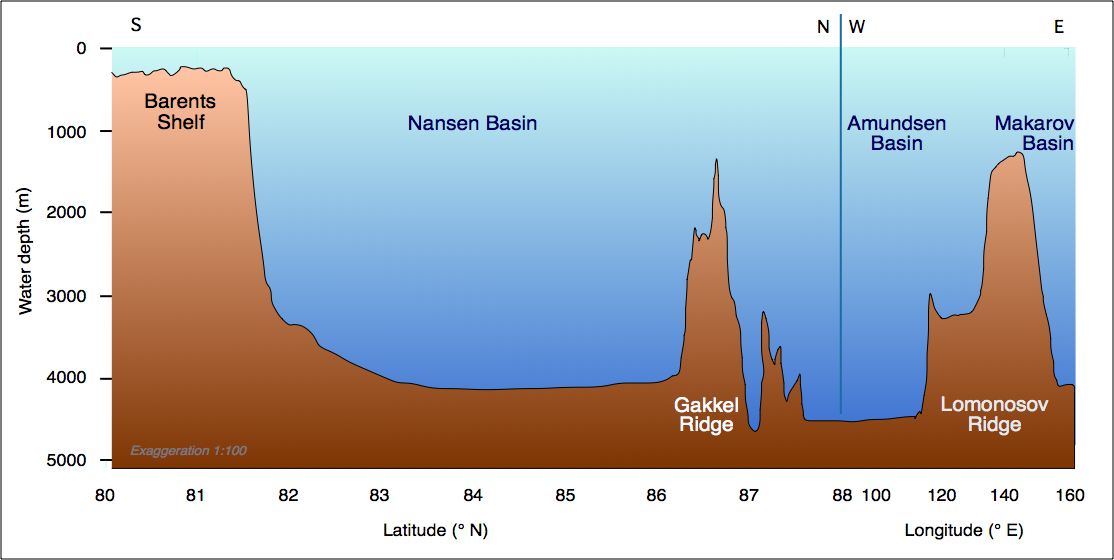
Profilo batimetrico del Mar Glaciale Artico, dal Mare di Barents al Polo Nord geografico.

Il bacino di Nansen (o bacino centrale, precedentemente conosciuto come bacino di Fram), è una piana abissale con una profondità attorno ai 3 km situata nel Mar Glaciale Artico e che (assieme al più profondo bacino di Amundsen) fa parte del bacino euroasiatico. 

## Caratteristiche
Il bacino di Nansen è delimitato dalla dorsale di Gakkel e dalla piattaforma continentale del Mare di Barents dall'altro lato.
Il punto più profondo del Mar Glaciale Artico, situato a 4665  m di profondità, si trova nel bacino di Nansen. La piana abissale di Barents è localizzata al centro del bacino.

## Accordi oceanografici
La cooperazione russo-americana Nansen and Amundsen Basin Observational System (NABOS) ha l'obiettivo di "fornire un accertamento basato su osservazioni quantitative riguardo alla circolazione, la trasformazione delle masse d'acqua e i meccanismi di trasformazione nel bacino euroasiatico e nel bacino del Canada del Mar Glaciale Artico".